# Edice Pro více
Samizdatovou Edici Pro více vydával výtvarník Viktor Karlík. Vyznačovala se originální grafickou a typografickou úpravou, která se nebála hravého experimentování, a také dřevoryty (namnoze barevnými a kolorovanými), asamblážemi, reprodukcemi či fotografiemi Karlíkových obrazů a objektů. Většinu knih vázal sám Karlík, výjimkou jsou tituly v pevné plátěné vazbě, které vytvářel restaurátor Jiří Vnouček. Fotografie v knížkách pocházejí od Ludvíka Hradilka, Martina Gruši a Gabriely Fárové. Názvem "Pro více" vydavatel naznačoval, že mu jde o něco více nežli o běžný samizdat a že cílí na více čtenářů. Vycházela zde díla Karlíkových přátel, například Víta Kremličky (pseud. Heřman Křemenáč a Vítězslav Sval), J. H. Krchovského, Beatrice Landovské (pseudonym Anna Wágnerová), Martina Sochy, Filipa Topola (také pod pseudonymem Čikina Břevnovský), Jáchyma Topola (také pod pseudonymem Jindra Tma), jehož Noty pro podzimní bytost vyšly dvakrát v různé grafické úpravě a jejichž ohlas můžeme najít v kapele Národní třída. Společně s Vítem Bruknerem a Martinem Sochou vytvořil Karlík knihy, ve kterých slovo a obraz byly provázány do nerozborného celku.
Edici Pro více předcházely samizdaty, jež Karlík vydával samostatně mezi lety 1981-1983. Signoval je logem sborníku X (Desítka)/Violit a už tehdy vtiskoval svazkům svébytnou grafickou úpravu. Takto vyšly sbírky básní Luncheon Meat Martina Sochy či Autentický kulovátor Víta Kremličky stejně jako divadelní hra Jáchyma Topola Poslední dny Párska.
Samotná Edice Pro více pak existovala od roku 1984 do roku 1986, kdy došlo k jejímu provázání s edicí Ivana Lampera Mozková mrtvice. Jak Lamper, tak Karlík patřili k zakladatelům Jednou nohou/Revolver Revue a z fúze jejich nakladatelských aktivit se zrodila knižní řada Edice Revolver Revue, která vychází dodnes (počínaje prosincem roku 1989 oficiálně).